# لويز كابلان
لويز كابلان (بالإنجليزية: Louise Kaplan)‏ هي كاتِبة أمريكية، ولدت في 18 نوفمبر 1929 في نيويورك في الولايات المتحدة، وتوفي بنفس المكان في 9 يناير 2012.